# Biserica Sfântul Dumitru din Zaharești

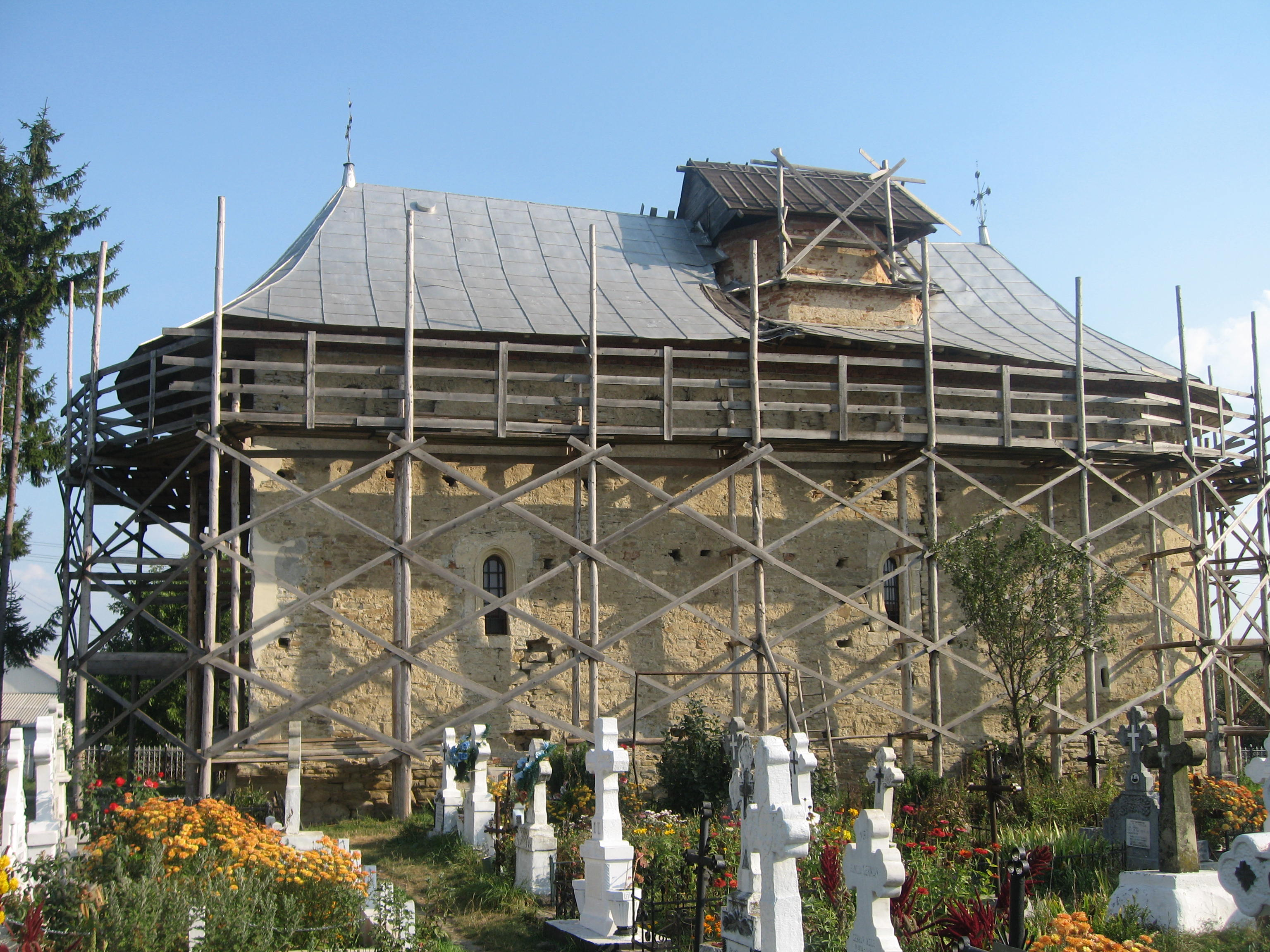
Biserica "Sfântul Dumitru" din Zahareşti

Biserica "Sfântul Dumitru" din Zaharești este o biserică ctitorită de pârcălabul Nicoară Hâra (Hârovici) în jurul anului 1542 în satul Zaharești din comuna Stroiești (județul Suceava), aflat la o distanță de 20 km vest de municipiul Suceava. Această construcție se încadrează în seria de clădiri bisericești construite în stilul epocii lui Ștefan cel Mare (1457-1504), având și elemente noi. 
Ansamblul bisericii "Sf. Dumitru" din Zaharești a fost inclus pe Lista monumentelor istorice din județul Suceava din anul 2015, având codul de clasificare  SV-II-a-B-05676 și fiind alcătuit din următoarele 2 obiective: 
- Biserica "Sf. Dumitru" - datând din anul 1542 și având codul SV-II-m-B-05676.01
- Zvonița - datând din secolul al XVIII-lea și având codul SV-II-m-B-05676.02

## Istoric
Biserica din Zaharești a fost construită în jurul anului 1542, în timpul domniei lui Petru Rareș (1527-1538, 1541-1546), de către Nicoară Hâra (Hârovici), pârcălabul Hotinului. Edificiul a fost ridicat în satul Zaharești, aflat la o distanță de 20 km de orașul Suceava. 
Nicoară Hâra a avut rangul de chelar în prima domnie a lui Petru Rareș, fiind un boier credincios al acestuia. El i-a dezvăluit domnitorului complotul boierilor  și apoi l-a însoțit în exil la Cetatea Ciceului (1538-1541), pe postul de cămăraș. După revenirea lui Petru Rareș pe tron, Hâra a fost numit la 11 martie 1541 în postul de pârcălab al Hotinului. A deținut această dregătorie până la 4 aprilie 1545, când a fost înlocuit de Borcea și Sturza. A murit înainte de 17 septembrie 1545, fiind înmormântat în pronaosul Bisericii "Sf. Nicolae" a Mănăstirii Probota. 
O lungă perioadă de timp nu s-au știut date legate de construirea bisericii, crezându-se că pisania nu s-a păstrat. S-a presupus că biserica a început să fie construită după 1541.  Prezența în biserică a pietrei de mormânt a Marenei, mama pârcălabului Nicolară Hâra, care a fost așezată de ctitor în 1542, a dus la concluzia că biserica era în construcție în acel an, nefiind probabil finalizată. În timpul săpăturilor arheologice începute în septembrie 2005 și coordonate de profesorul Florin Hău s-a găsit pisania îngropată la circa 2 m sub podeaua dintre naos și pronaos. Cu această ocazie, s-a aflat că lăcașul de cult a fost sfințit la data de 20 iulie 1545 de către mitropolitul Grigorie Roșca al Moldovei, primind hramul Sf. Nicolae. 
Pisania are dimensiunile de 0,68 X 0,50 m, fiind pe alocuri deteriorată, dar s-a putut reconstitui textul: "+ Cu voia Tatălui și cu ajutorul Fiului și cu săvârșirea Sfântului Duh, cu voia robului lui Dumnezeu, pan Nicoară Hâră, pârcălabul Hotinului și din porunca sa a zidit hramul sfântului arhierarh Nicolae în zilele binecredinciosului domn Io Petru (Rareș) Voievod și s-a sfințit cu mâna mitropolitului Grigorie în anul 7053 (=1545) luna iulie 20". 
În decursul timpului, edificiul a suferit modificări majore și i s-a adăugat o turlă. Hramul bisericii a fost schimbat, astăzi fiind Sf. Dumitru. Inițial, biserica a fost acoperită cu draniță. În anul 1897 a fost montat un acoperiș nou confecționat din tablă.
În anul 1936, Secția Regională din Cernăuți a Comisiunii Monumentelor Istorice refuza acordarea autorizației de a înzestra pereții exteriori și interiori ai bisericii din Zaharești cu picturi, deoarece pictorul sătesc din împrejurimi care fusese propus nu avea 
experiență în restaurarea monumentelor istorice. 
În anul 2005, s-au început o serie de lucrări de restaurare-consolidare a Bisericii "Sf. Dumitru" din Zaharești, urmărindu-se aducerea ei la forma originală. Proiectul de restaurare a fost executat de prof. dr. arh. Virgil Polizu (președintele Comisiei Naționale a Monumentelor Istorice), iar lucrările sunt executate de firma Restaco SRL din Suceava. Cercetările arheologice efectuate cu acest prilej au determinat că vechea pardoseală din cărămidă se află la o adâncime de 1 metru, iar fundația construcției are 3 m înălțime de la talpă până la nivelul actual. 
În comunicarea "Scoaterea din pericol a clădirilor de patrimoniu" prezentată la Conferința Internațională de Structuri Portante Istorice din anul 2007, profesorul Virgil Polizu considera Biserica "Sf. Dumitru" din Zaharești ca monument aflat în stare de colaps și propunea o serie de intervenții de primă necesitate : 
- scoaterea umidității din ziduri prin decaparea tencuielilor cu ciment, desfacerea pardoselilor și trotuarelor și acoperire de protecție
- asigurarea structurii portante prin desfacerea turlei adăugate pentru descărcarea arcurilor de susținere, șpraițuiri de ziduri, arce și bolți, introducerea unor sâmburi de beton armat, centuri de beton armat la cornișă, deasupra ferestrelor și la nivelul infrastructurii și injectări de plombe în zidărie.

Printre preoții care au slujit în această biserică menționăm pe Axinte Fârtâiș, Axinte Băitan, Alexandru Băitan, un alt Axinte Băitan, Zaharia Fârtâiș, Nicolae Fârtâiș, Gheorghe Fârtâiș și Florin Ostaficiuc. 

## Arhitectura bisericii
Biserica Sfântul Dumitru din Zaharești prezintă o importanță deosebită pentru evoluția arhitecturii medievale moldovenești. Luând ca punct de reper planul dreptunghiular al construcției, ea se aseamănă cu Biserica Cuvioasa Parascheva din Cotnari, dar în locul absidelor laterale prezintă o ușoară ieșire, element care se regăsește și la bisericile din Șipote, Văleni și Baia.
Biserica are o formă de navă (corabie), cu altarul în formă de semicerc. Soclul este din piatră cu profil masiv. Deși dimensiunile lăcașului de cult sunt reduse: 20 m lungime și 6,5 m lățime, zidurile de piatră au o grosime mare (1,6 m). 
Ancadramentul de piatră sculptată al portalului vestic este bogat ornamentat și exprimă pătrunderea în Moldova a influențelor Renașterii. Ușa de la intrare este încadrată într-o ramă dreptunghiulară de factură gotică. Pe panoul aflat deasupra ușii se află două scuturi mici, pe unul dintre ele fiind reprezentate două chei încrucișate, acest blazon fiind pus în legătura cu funcția de pârcălab a ctitorului bisericii. Deasupra ramei se află o cornișă cu denticule, făcând trecerea de la stilul gotic la Renaștere. 
În interior, biserica este împărțită în pronaos, naos și altar. Între pronaos și naos a existat un perete despărțitor care a fost înlăturat ulterior. Pronaosul se termină cu o boltă semisferică sprijinită de arcuri în pandativi, iar naosul are o boltă cu trei rânduri de arcuri piezișe și nu cu două ca la celalte biserici construite în stil moldovenesc, fapt care micșorează diametrul cilindrului pantocrator. Lăcașul de cult este iluminat în interior prin cinci ferestre mici cu chenarele de formă gotică (câte două de o parte și de alta a pronaosului și naosului și una în absida altarului). 
Deasupra naosului s-a aflat o turlă hexagonală care se sprijinea pe două baze: prima pătrată și a doua hexagonală și avea patru ferestre dispuse în cele patru puncte cardinale. Laturile turlei erau separate prin brâuri dispuse vertical. Turla a fost înlăturată ulterior pentru a aduce construcția la forma originală.
Catapeteasma bisericii datează din secolul al XIX-lea, fiind renovată în 1854 de către zugravul Fialcondri din Suceava și în 1897 de pictorul Gheorghe Berlinschi (1855-1929) din Satu Mare (în prezent în județul Suceava). Nu există urme care să conducă la concluzia că biserica a fost pictată.

## Necropolă boierească
În naosul bisericii sunt două pietre de mormânt: una este cea a mamei ctitorului, Marena Hârovici, pusă chiar de ctitor la 8 septembrie 1542, iar cea de-a doua este a Anastasiei Pacu și datează din 1639. 
În urma cercetărilor arheologice din 2005 au fost descoperite alte două morminte având deasupra lor lespezi funerare. Prima piatră de mormânt avea inițial o formă trapezoidală, dar în prezent este ruptă, având lățimea în partea inferioară de 0,65 m și lungimea pietrei de 1,45 m. Inscripția care se poate citi este următoarea: "(...) pentru al său Constantin de la Zaharești care s-a strămutat la veșnicele lăcașuri și a fost îngropat aici în anul 7103 (=1605) iunie 5".
A doua piatră de mormânt descoperită în 2005 are și ea formă trapezoidală, cu lățimea în partea superioară de 0,64 m și în partea superioară de 0,56 m. Textul inscripției este următorul: "Acest mormânt l-a făcut cneaghina Măriuța panului său pe nume Costin Crăcu care s-a strămutat la veșnicele lăcașuri. Întru pomenirea sa în zilele lui Io Ștefan (II Tomșa) Voievod în anul 7130 (1622) luna ianuarie 18 zile". 
Ctitorul bisericii, pârcălabul Nicoară Hâra, a murit în anul 1545 și nu a fost înmormântat în biserica din Zaharești. Mormântul său se află în pronaosul Bisericii "Sf. Nicolae" a Mănăstirii Probota.

## Zvonița
În curtea bisericii se află o clopotniță de tip zvoniță, formată dintr-un perete din stâlpi de zid între care atârnă  clopotele. Ea a fost construită în secolul al XVIII-lea. Cele trei clopote datează din anii 1897, 1911 și 1948. În zvoniță s-a practicat o intrare.  
Clopotnițele de tip zvoniță apar destul de rar în arhitectura românească, fiind întâlnite numai la bisericile din nordul Moldovei: Biserica Sfânta Treime din Siret, Biserica Adormirea Maicii Domnului din Ițcani (Suceava), Biserica Sfântul Procopie din Bădeuți (Milișăuți), Biserica Sfântul Dumitru din Zaharești și Biserica Învierea Domnului din Suceava. 

## Imagini

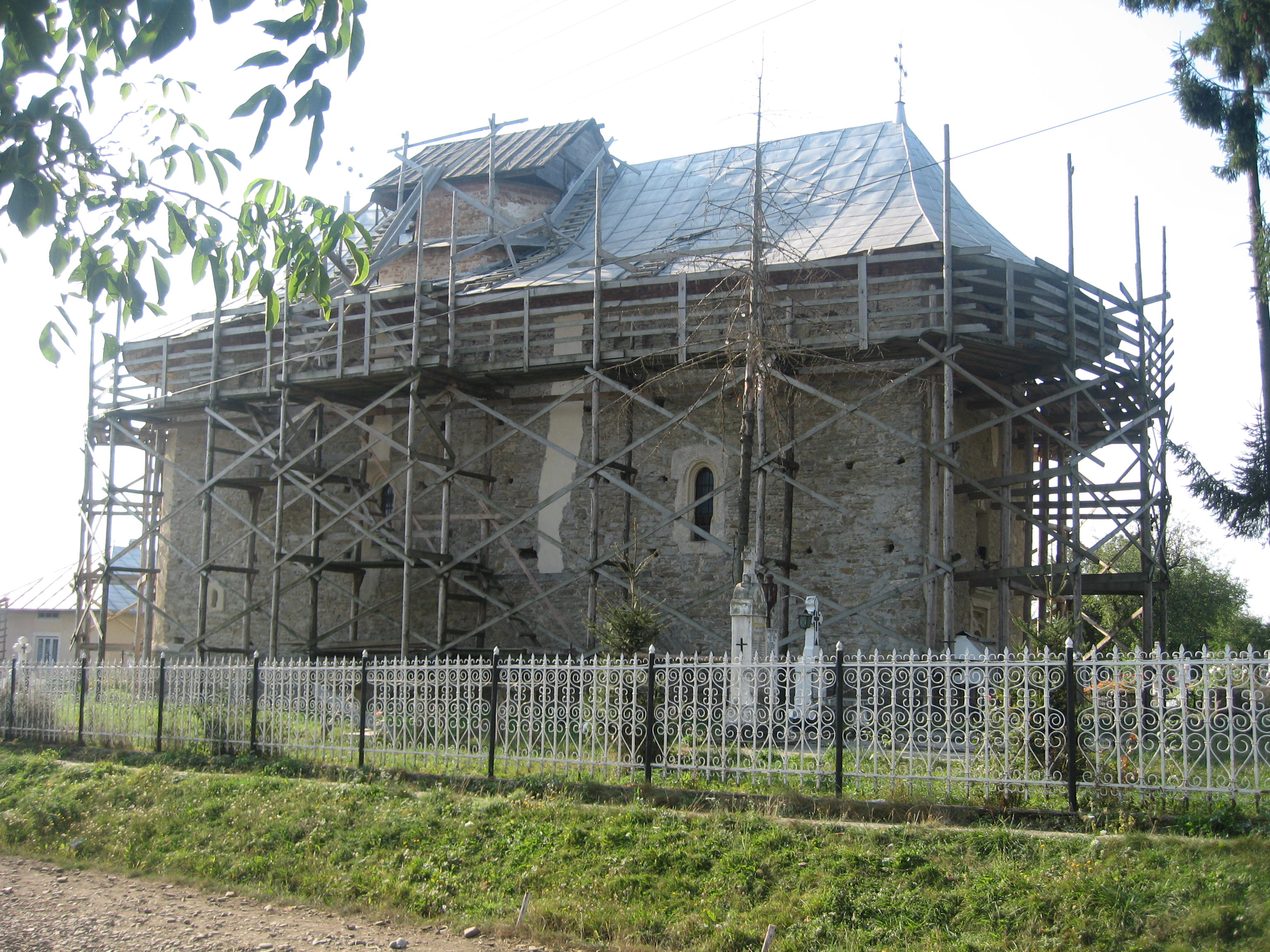
Biserica văzută din drum - latura de nord-vest
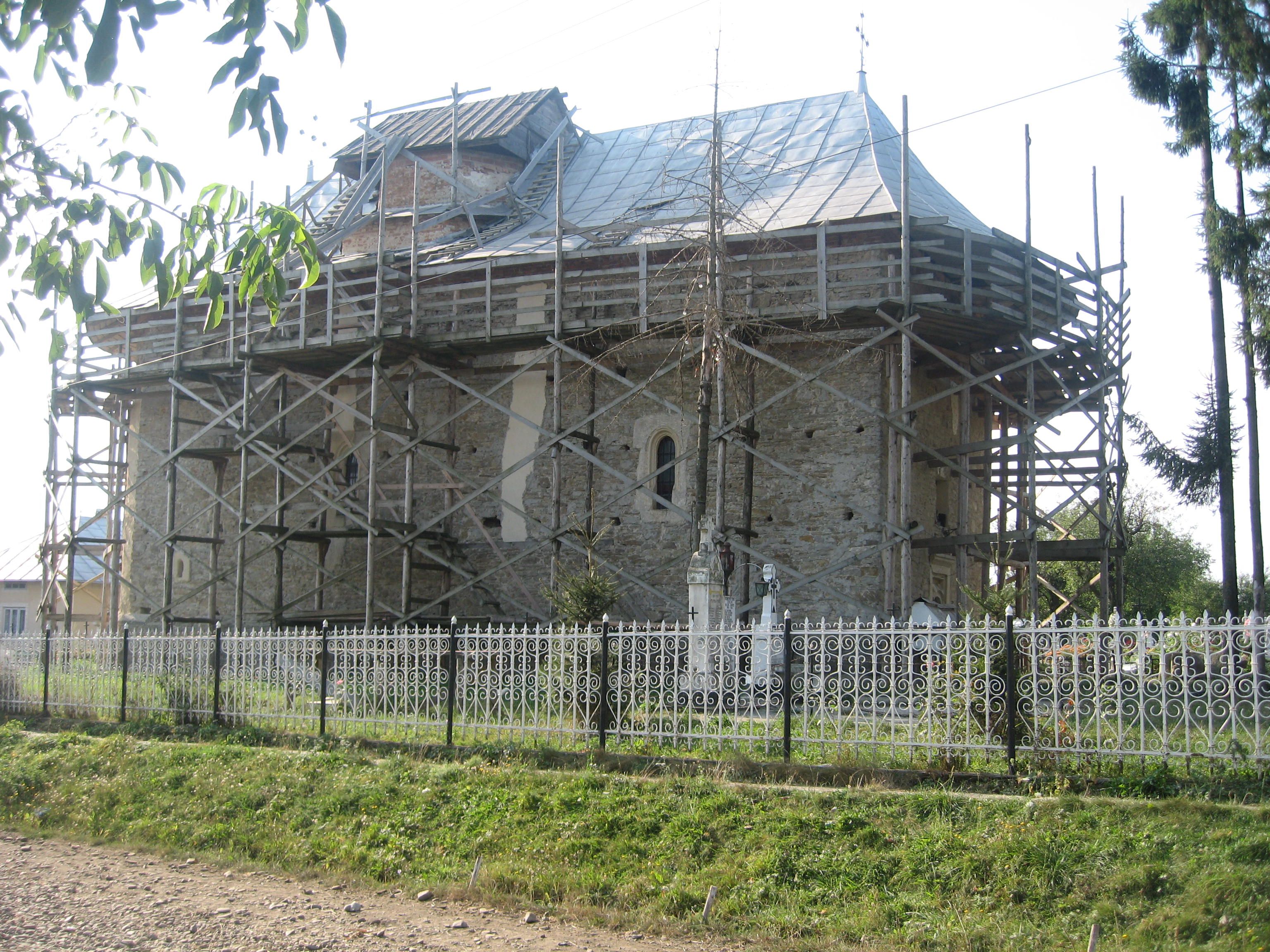
Biserica văzută din drum - latura de nord-vest
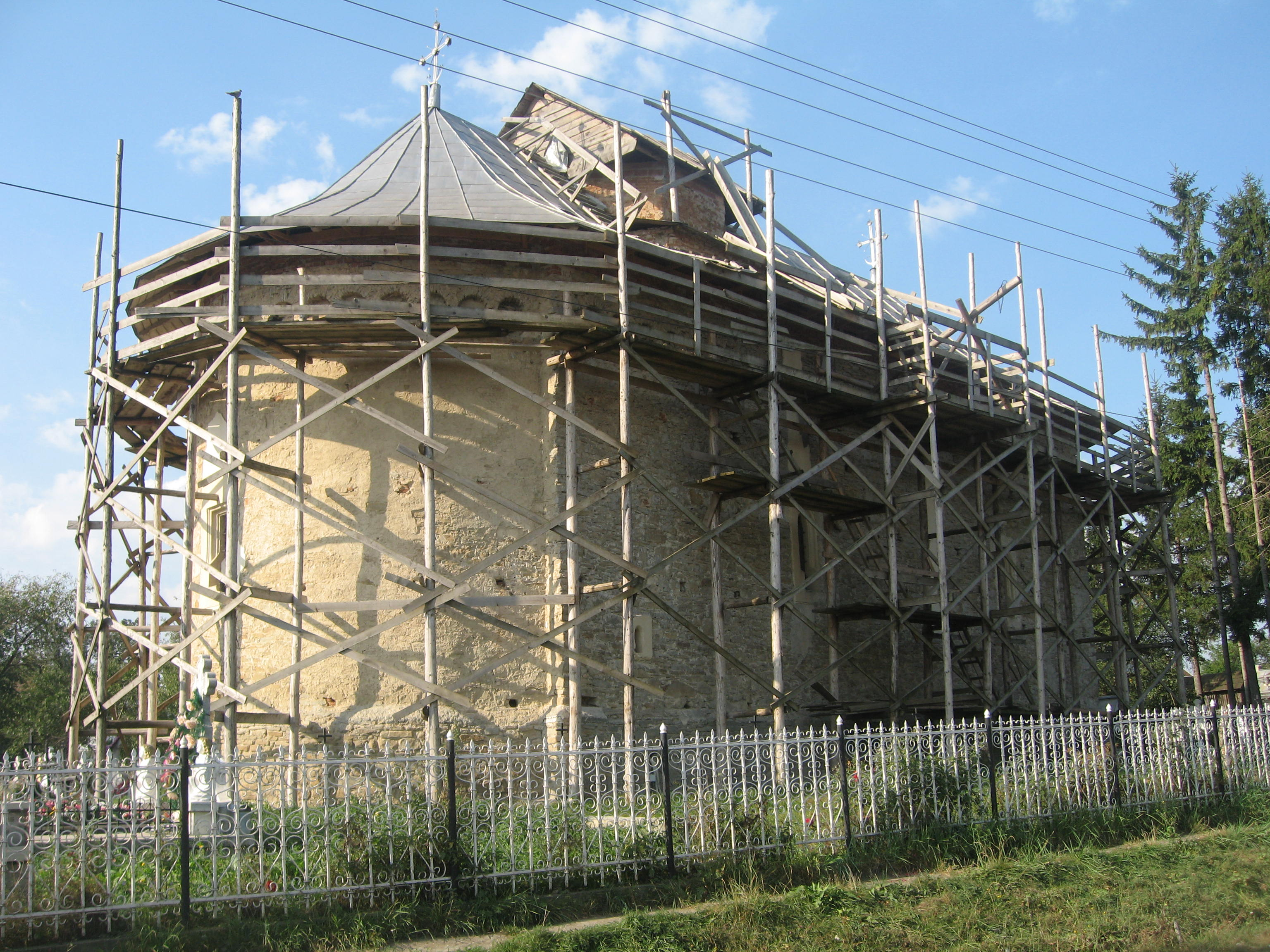
Biserica văzută din drum - latura de nord-est
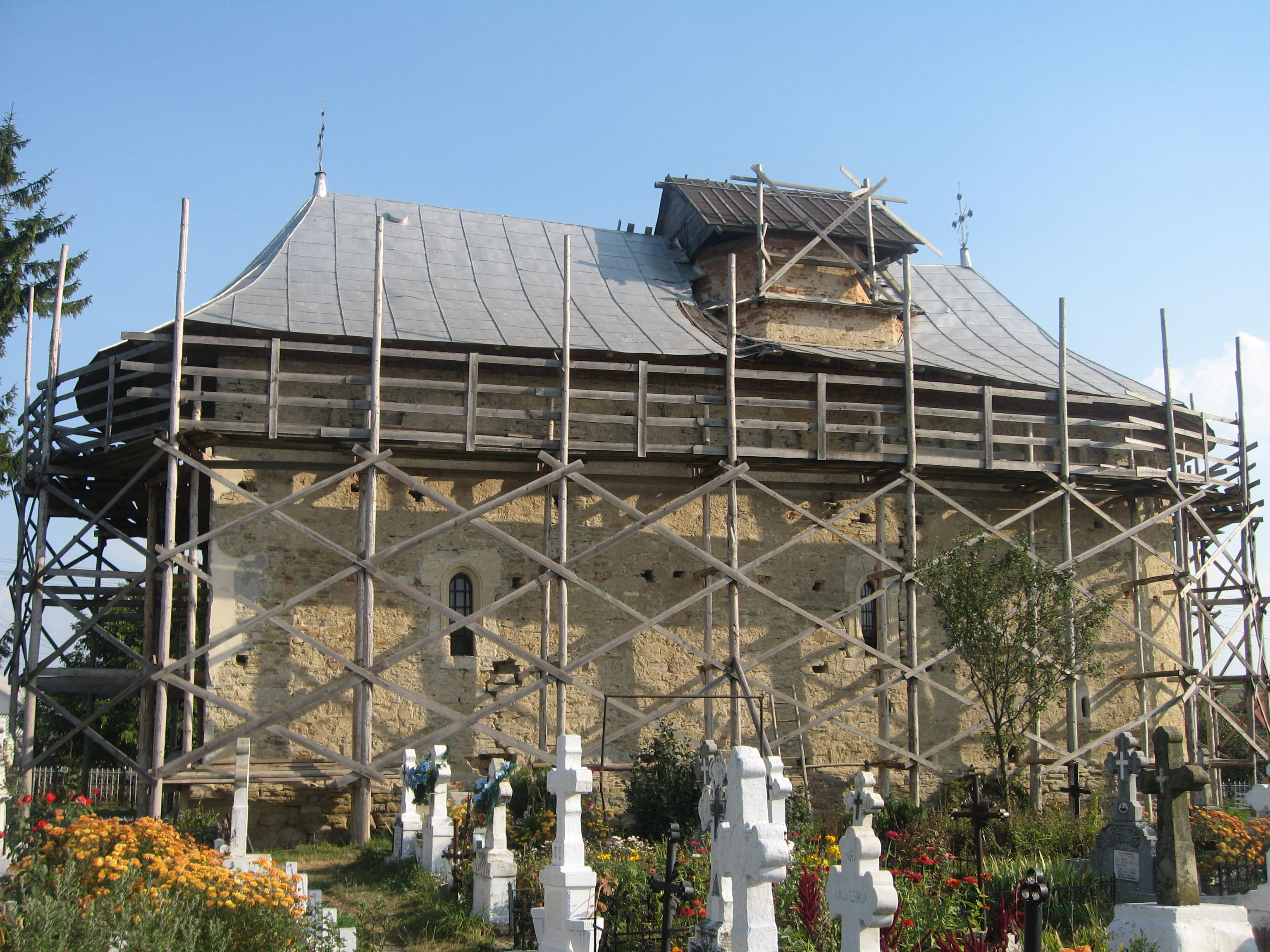
Biserica văzută de pe latura sudică
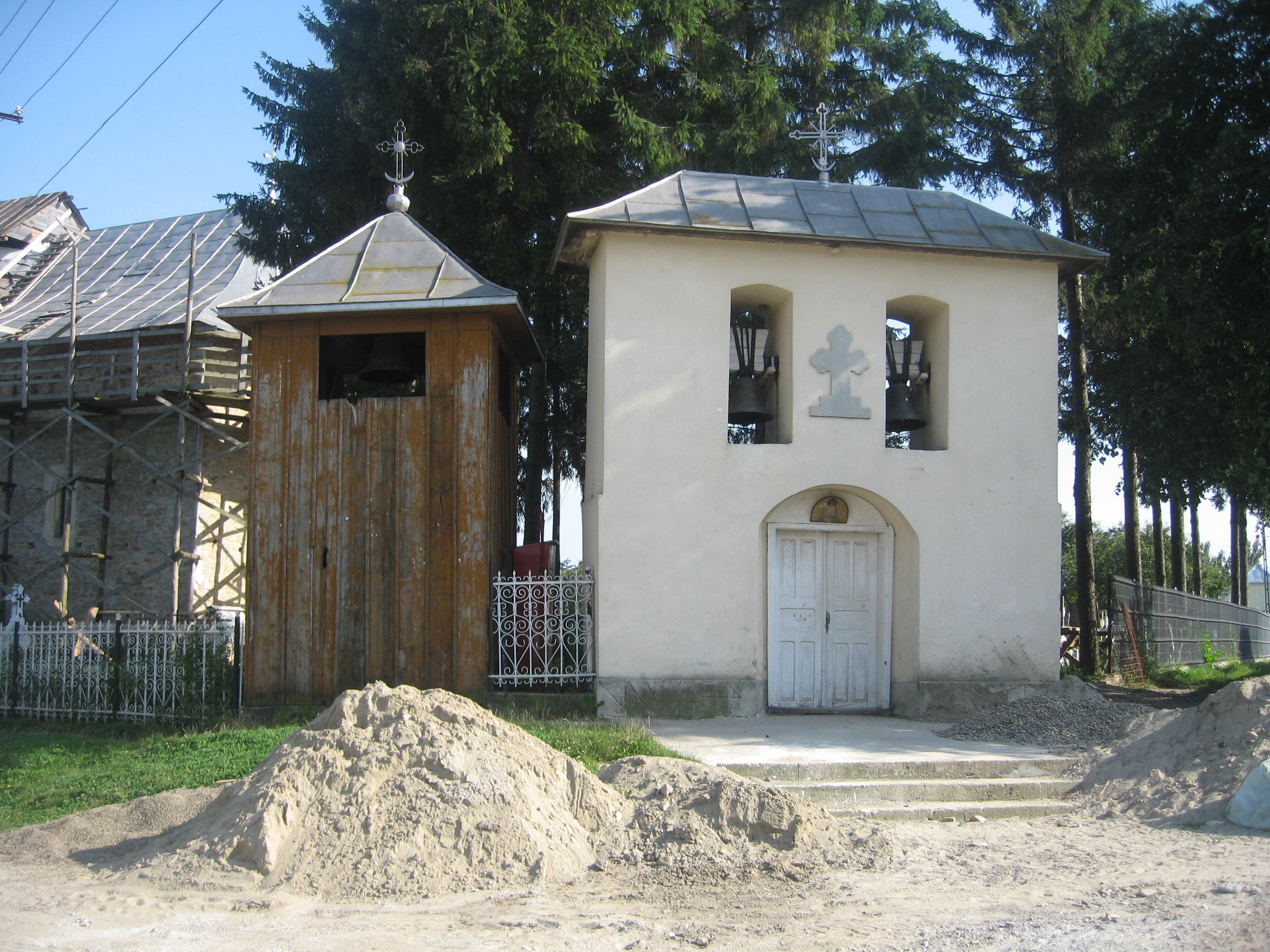
Zvoniţa şi turnul clopotniţă văzute din drum
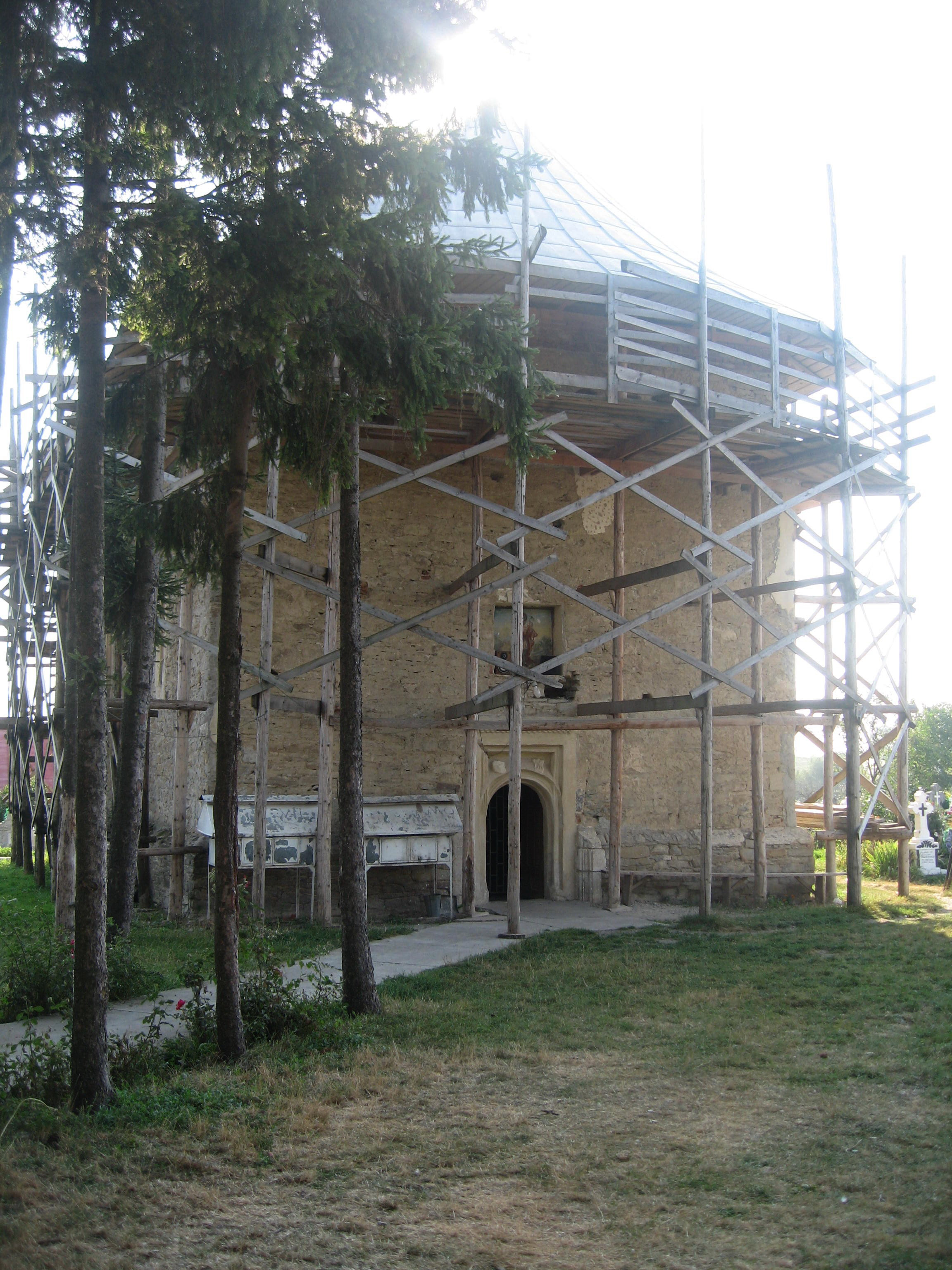
Vedere a bisericii de pe latura de vest
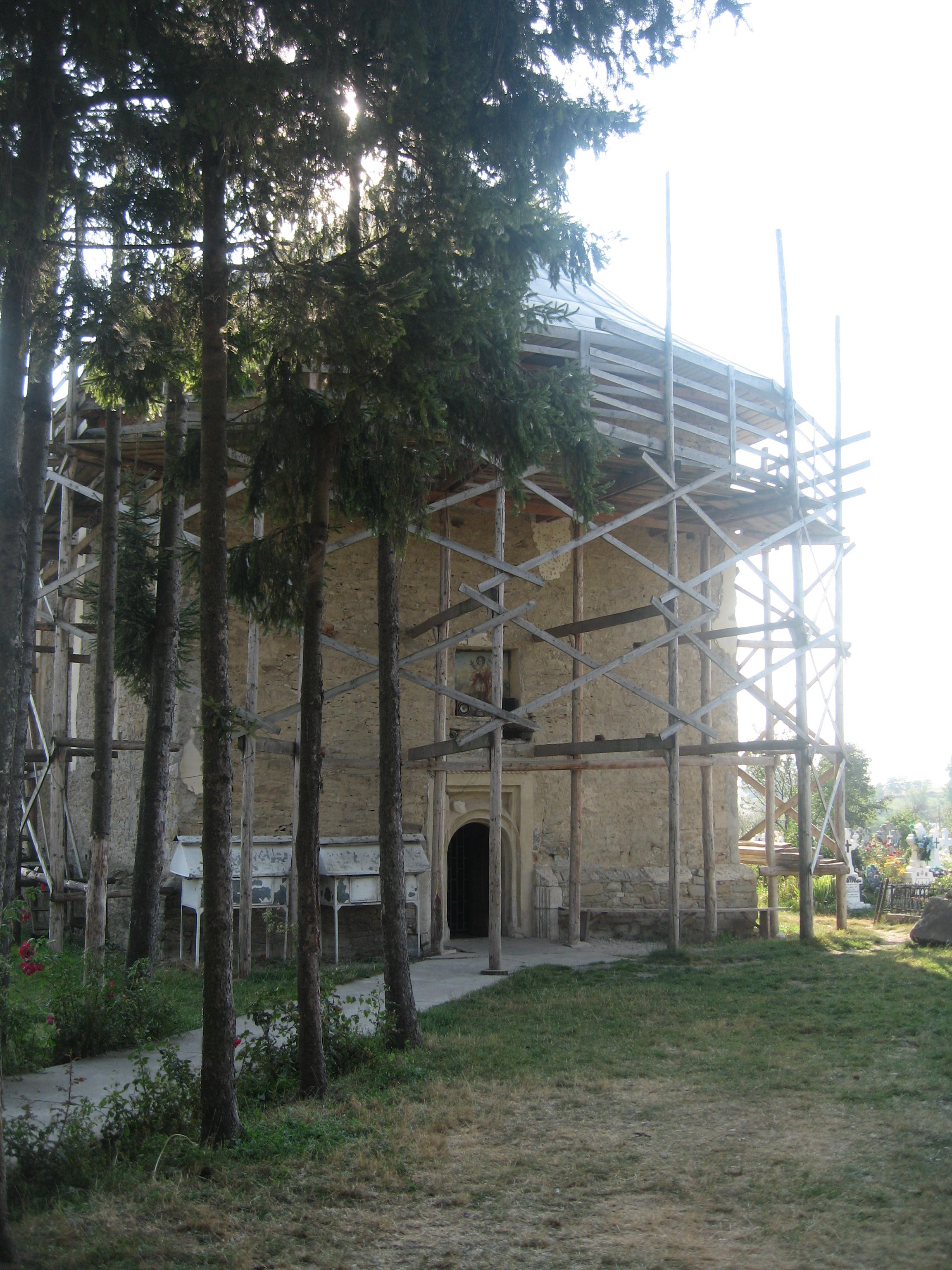
Vedere a bisericii de pe latura de vest
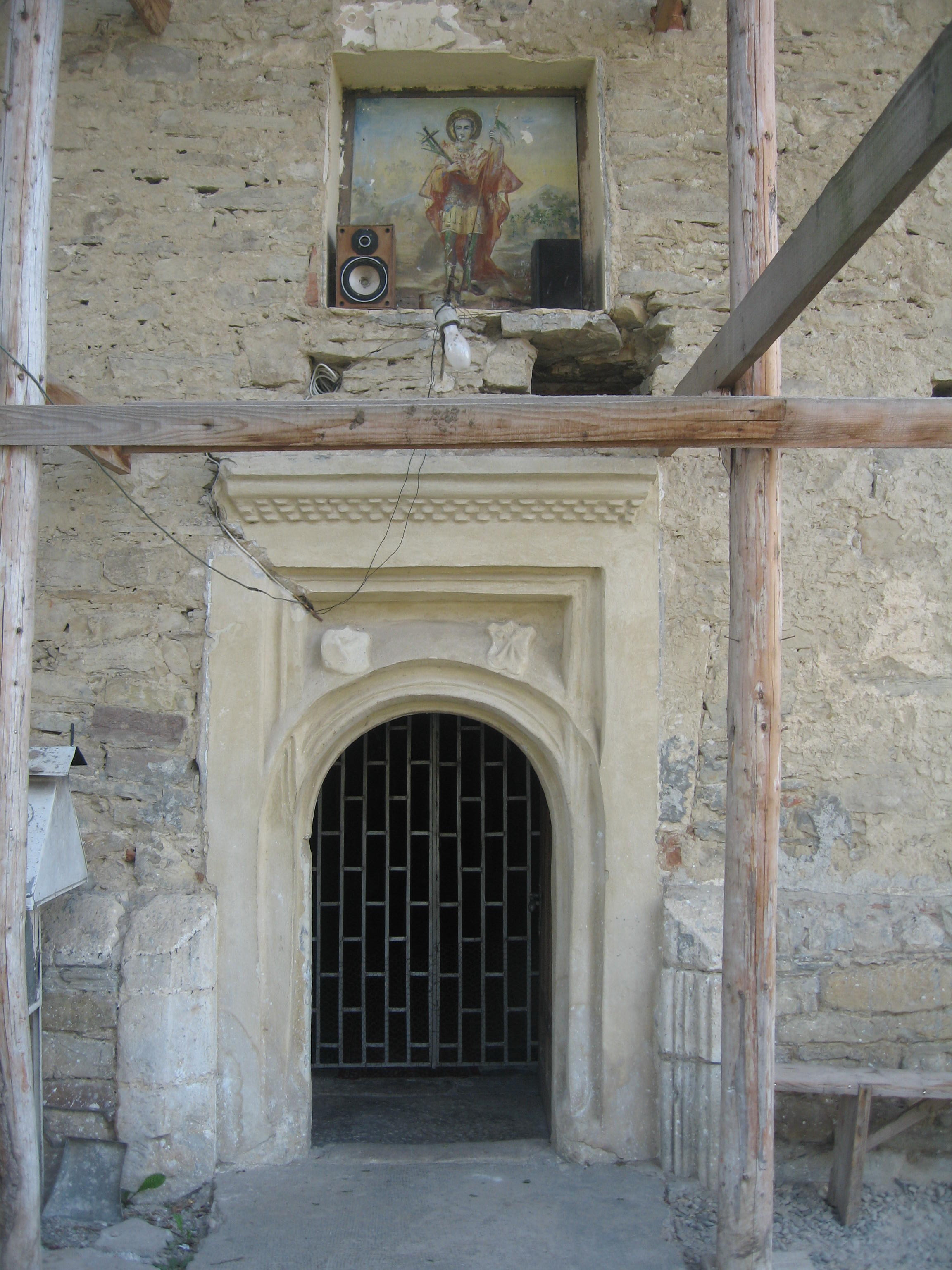
Portalul de intrare în biserică
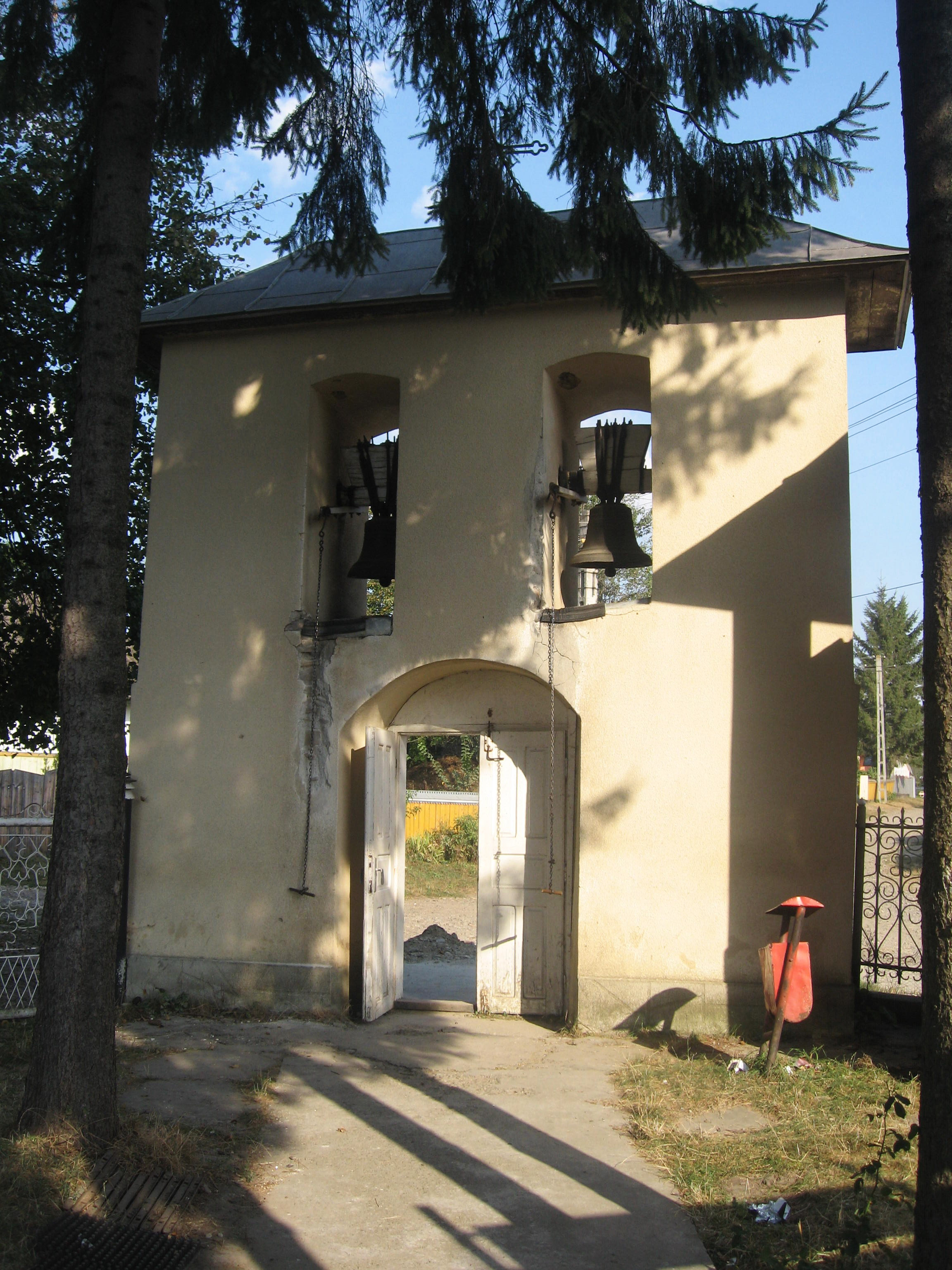
Zvoniţa
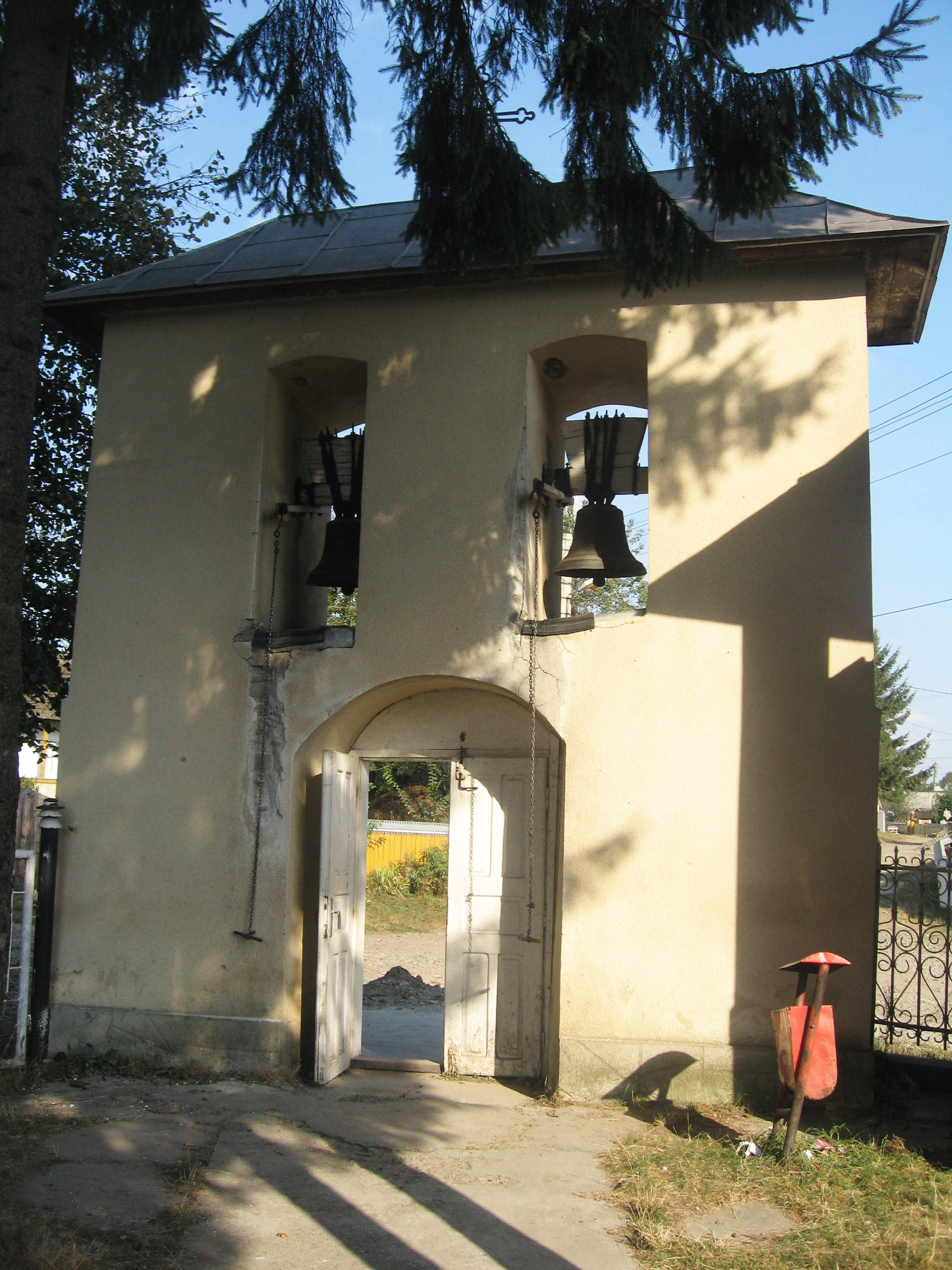
Zvoniţa
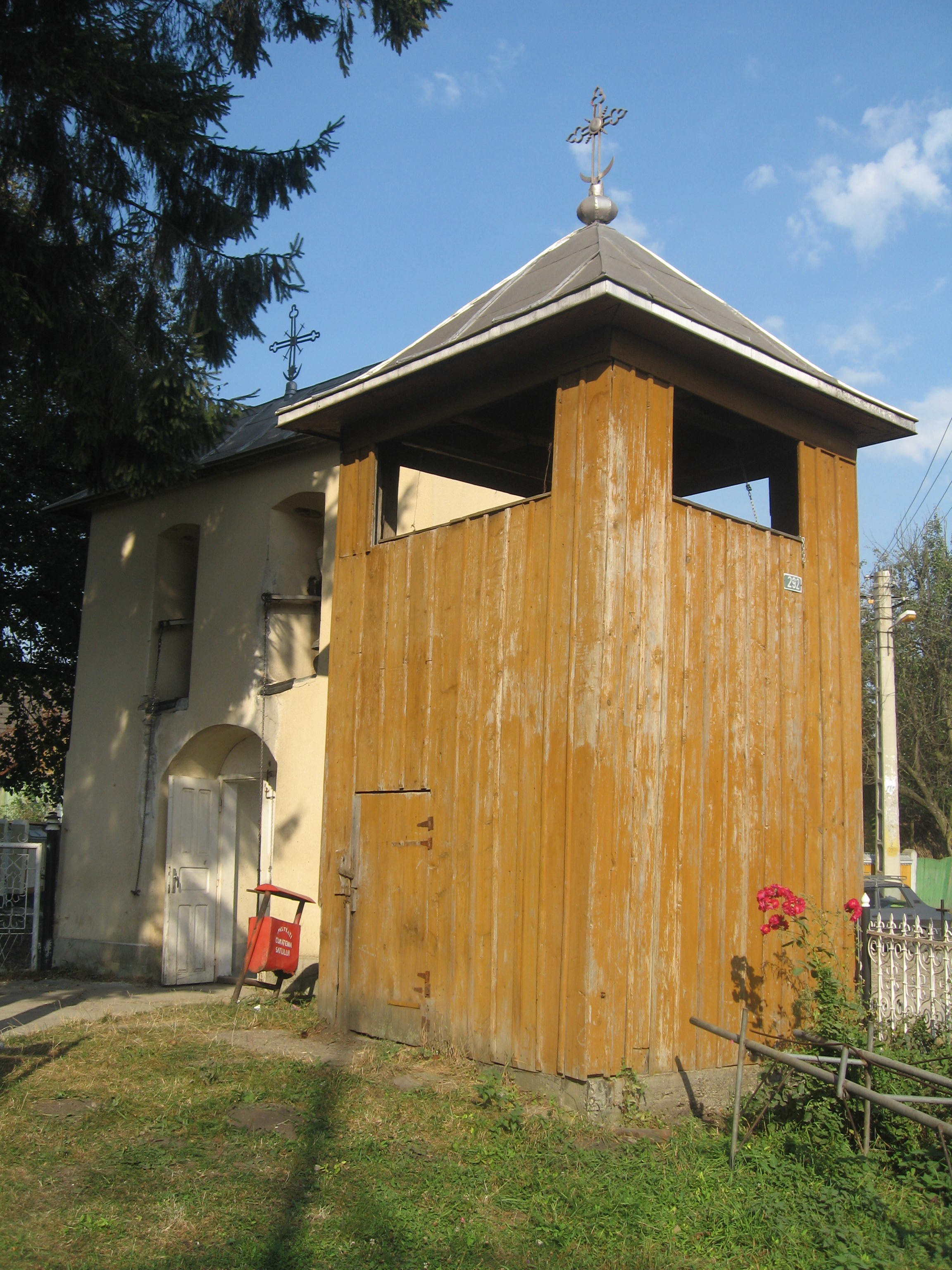
Zvoniţa şi clopotniţa
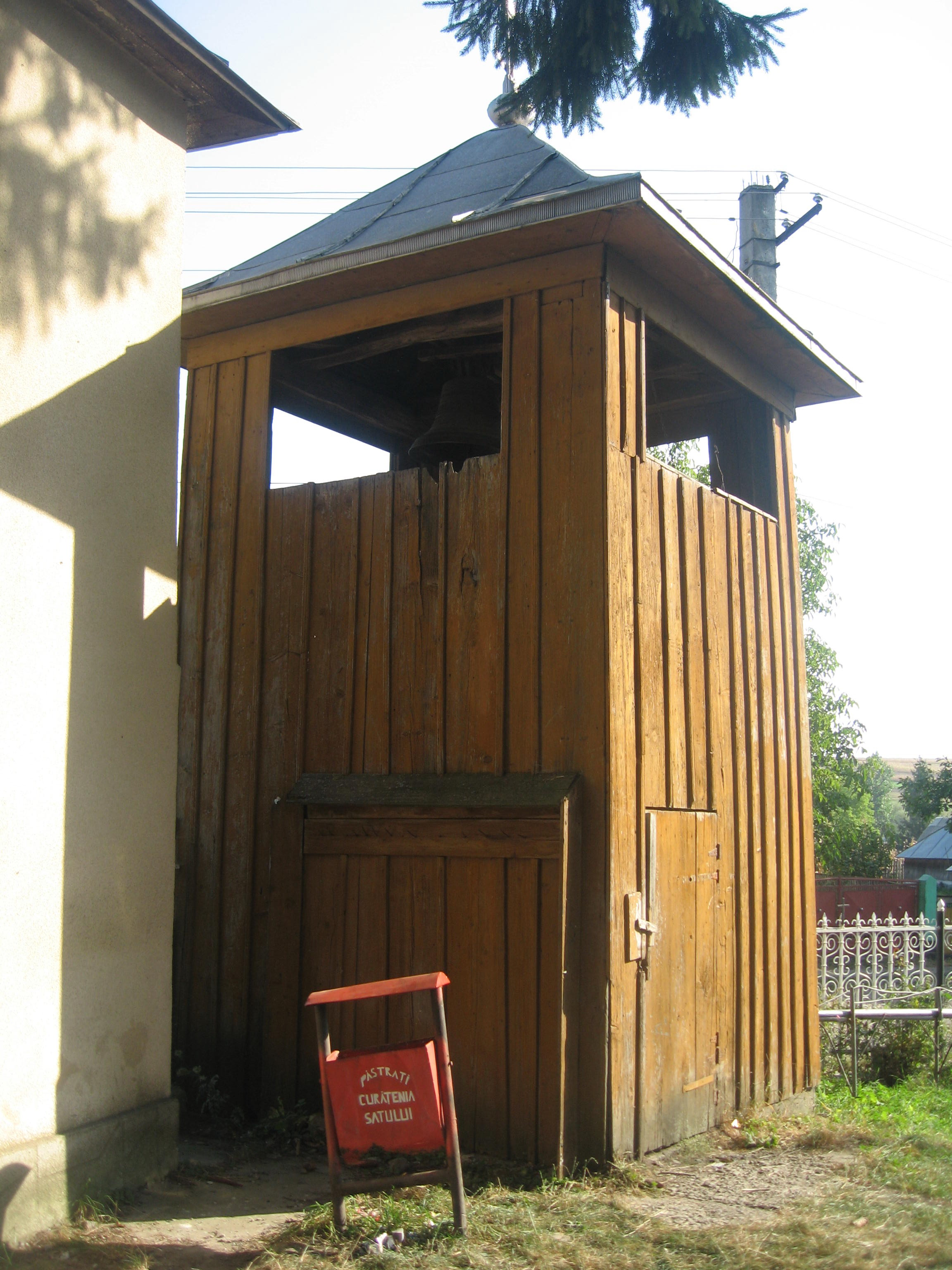
Clopotniţa